# RFB Fantrainer
Dimensions
Le RFB Fantrainer est un avion d'entrainement conçu à la fin années 1970 par le petit constructeur allemand Rhein-Flugzeugbau installé dans le district de Düsseldorf. Cet avion biplace se caractérise par son mode de propulsion atypique, constitué d'une soufflante carrénée, placée en arrière du centre de gravité de l'avion, et entraînée par un turbomoteur. Construit à 50 exemplaires, cet appareil a servi à l'entraînement au pilotage de la Luftwaffe et de la Force aérienne royale thaïlandaise.

## Origine
Avant la construction du Fantrainer, Rhein-Flugzeugbau expérimente le mode de propulsion à soufflante carénée sur d'autres appareils. Un avion expérimental nommé Rhein-Flugzeugbau RF-1 vole en 1960. En 1977 cette solution est aussi essayée sur le RFB X-114, un avion à effet de sol. L'idée d'appliquer cette solution à un avion d'entrainement pour les futurs pilotes de chasse est motivée par le fait qu'elle permet d'avoir un comportement en vol et des sensations de pilotage approchant ceux d'un avion à réaction, tout en ayant des coûts opérationnels très bas, similaires à ceux d'un avion à hélice. Le fantrainer possède une soufflante carrénée à cinq pales, actionnée par une petite turbine Allison Model 250, de la classe 250 chevaux, qu'on retrouve dans des hélicoptères comme le Bell 206.

## Utilisation
La Luftwaffe n'a finalement acheté qu'une quinzaine de Fantrainer, n'ayant guère besoin d'avion d'entrainement, l'entrainement des pilotes allemands, à l'époque, se faisant en grande partie aux Etats-Unis. L'avion a trouvé un autre client, la Thaïlande, qui en acheté 32 exemplaires. C'est un avion extrêmement économique, sa consommation en carburant est quasiment dix fois inférieure à celle d'un avion d'entraînement à réaction.

## Reprise possible du programme
En 2010, le certificat de type a été repris par une nouvelle entreprise, Fan Jet Aviation, qui assure l'entretien des exemplaires désormais entre les mains de pilotes privés. L'entreprise tente depuis de commercialiser une nouvelle version, avec une avionique moderne, nommée FanJet 800.